# Grand Prix-wegrace van Finland 1964
De Grand Prix-wegrace van Finland 1964 was de tiende Grand Prix van het wereldkampioenschap wegrace voor motorfietsen in het seizoen 1964. De races werden verreden op 30 augustus op het Circuit van Imatra, een stratencircuit in het oosten van de stad Imatra. Alleen de 50cc-klasse, de 125cc-klasse, de 350cc-klasse en de 500cc-klasse kwamen aan de start. In de 350- en de 500cc-klasse was de wereldtitel al beslist. De 50cc-klasse sloot haar seizoen hier af en daarom werd de wereldtitel hier beslist. Ook de 125cc-wereldtitel werd hier beslist.

## Algemeen
De Finse Grand Prix was verhuisd van Tampere naar Imatra. Tijdens de trainingen raakte de Brit Vernon Cottle ernstig gewond. Hij overleed acht dagen later in het ziekenhuis. Endel Kiisa scoorde de eerste podiumplaats voor een Russische motorfiets. Mike Hailwood (al wereldkampioen 500 cc) ontbrak.

## 500cc-klasse
Phil Read stond voor aanvang op de tweede plaats van het wereldkampioenschap, maar hij reisde niet naar Finland omdat de 250cc-klasse hier niet reed. Dat gaf Jack Ahearn de kans te winnen en de tweede plaats bijna over te nemen. Mike Duff werd tweede voor Gyula Marsovszky. Nikolaj Sevast'ânov reed de Russische Vostok-viercilinder naar een verdienstelijke vierde plaats.

### Uitslag 500cc-klasse
| Pos | Coureur             | Merk      | Tijd      | Pnt |
| --- | ------------------- | --------- | --------- | --- |
| 1   | Jack Ahearn         | Norton    | 1:08"51'6 | 8   |
| 2   | Mike Duff           | Matchless | +4'8      | 6   |
| 3   | Gyula Marsovszky    | Matchless | +30'9     | 4   |
| 4   | Nikolaj Sevast'ânov | Vostok    | +52'5     | 3   |
| 5   | Paddy Driver        | Matchless | +1"03'1   | 2   |
| 6   | Lewis Young         | Matchless | +1"38'2   | 1   |
| 7   | Derek Woodman       | Matchless |           |     |
| 8   | Jouko Ryhänen       | Matchless |           |     |
| 9   | Jack Findlay        | Matchless |           |     |
| 10  | Thomas Gill         | Matchless |           |     |
| 11  | Hannu Kuparinen     | Matchless |           |     |
| 12  | Antero Ventoniemi   | Matchless |           |     |

### Niet gestart
| Coureur       | Merk | Oorzaak     |
| ------------- | ---- | ----------- |
| Vernon Cottle | AJS  | Zwaargewond |

### Niet gefinisht
| Coureur              | Merk      | Oorzaak |
| -------------------- | --------- | ------- |
| Anssi Resko          | Matchless |         |
| Pentti Lehtelä       | Norton    |         |
| Teuvo Laakso         | Matchless |         |
| Veikko Sulasaari     | Norton    |         |
| Fred Stevens         | Matchless |         |
| Agne Carlsson        | Matchless |         |
| Bosse Granath        | Matchless |         |
| Bror-Erland Carlsson | Matchless |         |
| Sven-Olov Gunnarsson | Norton    |         |
| Endel Kiisa          | Vostok    |         |

### Niet deelgenomen
| Coureur              | Merk               | Oorzaak   |
| -------------------- | ------------------ | --------- |
| Benedicto Caldarella | Gilera             |           |
| Walter Scheimann     | Norton             |           |
| Billy McCosh         | Matchless          |           |
| Chris Conn           | Norton             |           |
| Derek Minter         | Norton             |           |
| Dick Creith          | Norton             | [ 2 ]     |
| Griff Jenkins        | Norton             | [ 3 ]     |
| John Hartle          | Norton             | Blessure  |
| Mike Hailwood        | MV Agusta          | Blessure  |
| Phil Read            | Matchless / Norton |           |
| Rob Fitton           | Norton             |           |
| Remo Venturi         | Bianchi            |           |
| Morrie Low (†)       | Norton             | Overleden |
| Buddy Parriott       | Norton             | [ 7 ]     |

### Top tien tussenstand 500cc-klasse
| Pos | Coureur             | Merk               | Pnt     |                |
| --- | ------------------- | ------------------ | ------- | -------------- |
| 1   | Mike Hailwood       | MV Agusta          | 40 (48) | wereldkampioen |
| 2   | Phil Read           | Matchless / Norton | 25      |                |
| 3   | Jack Ahearn         | Norton             | 24 (25) |                |
| 4   | Paddy Driver        | Matchless          | 16      |                |
| 5   | Mike Duff           | Norton / Matchless | 15      |                |
| 6   | Fred Stevens        | Matchless          | 8       |                |
| 7   | Gyula Marsovszky    | Matchless          | 7       |                |
| 8   | Derek Minter        | Norton             | 6       |                |
| 8   | Remo Venturi        | Bianchi            | 6       |                |
| 8   | Derek Woodman       | Matchless          | 6       |                |
| 8   | Dick Creith         | Norton             | 6       |                |
| 8   | Nikolaj Sevast'ânov | Vostok             | 6       |                |

Punten tussen haakjes zijn inclusief streepresultaten.

## 350cc-klasse
Jim Redman was al wereldkampioen 350cc, maar met zijn viercilinder-Honda RC 172 was hij niet te verslaan. Zijn vriend Bruce Beale werd met de tweecilinder-Honda CR 77-productieracer tweede. Een andere viercilinder, de Vostok van Endel Kiisa, werd derde.
| Pos | Coureur       | Merk   | Tijd      | Pnt |
| --- | ------------- | ------ | --------- | --- |
| 1   | Jim Redman    | Honda  | 1:02"48'0 | 8   |
| 2   | Bruce Beale   | Honda  | +1"29'0   | 6   |
| 3   | Endel Kiisa   | Vostok | +1"43'0   | 4   |
| 4   | Alan Shepherd | MZ     | +2"10'0   | 3   |
| 5   | Mike Duff     | AJS    | +2"10'0   | 2   |
| 6   | Derek Woodman | AJS    |           | 1   |

| Coureur       | Merk      | Oorzaak     |
| ------------- | --------- | ----------- |
| Mike Hailwood | MV Agusta | Blessure    |
| Vernon Cottle | AJS       | Zwaargewond |

| Coureur           | Merk      |
| ----------------- | --------- |
| Gustav Havel      | Jawa      |
| Stanislav Malina  | CZ        |
| Chris Conn        | Norton    |
| Derek Minter      | Norton    |
| Fred Stevens      | AJS       |
| Jack Ahearn       | Norton    |
| Joe Dunphy        | Norton    |
| Phil Read         | AJS       |
| Gilberto Milani   | Aermacchi |
| Remo Venturi      | Bianchi   |
| Renzo Pasolini    | Aermacchi |
| Isamu Kasuya      | Honda     |
| Isao Yamashita    | Honda     |
| Kuniomi Nagamatsu | Honda     |
| Paddy Driver      | AJS       |

### Top tien tussenstand 350cc-klasse
| Pos | Coureur       | Merk           | Pnt     |                |
| --- | ------------- | -------------- | ------- | -------------- |
| 1   | Jim Redman    | Honda          | 40 (48) | wereldkampioen |
| 2   | Mike Duff     | AJS            | 20 (22) |                |
| 3   | Bruce Beale   | Honda          | 18      |                |
| 4   | Gustav Havel  | Jawa           | 10      |                |
| 5   | Mike Hailwood | MV Agusta / MZ | 6       |                |
| 5   | Phil Read     | AJS            | 6       |                |
| 7   | Paddy Driver  | AJS            | 5       |                |
| 8   | Derek Minter  | Norton         | 4       |                |
| 8   | Remo Venturi  | Bianchi        | 4       |                |
| 8   | Endel Kiisa   | Vostok         | 4       |                |

Punten tussen haakjes zijn inclusief streepresultaten.

## 125cc-klasse
De overwinning van Luigi Taveri in de 125cc-race maakte een einde aan de kansen van Jim Redman in deze klasse. Taveri was wereldkampioen. De podiumkandidaten finishten binnen 1,1 seconden en Redman werd nipt verslagen door Ralph Bryans. Hugh Anderson beoorde tot de uitvallers.
| Pos | Coureur          | Merk   | Tijd      | Pnt |
| --- | ---------------- | ------ | --------- | --- |
| 1   | Luigi Taveri     | Honda  | 1:00"22'4 | 8   |
| 2   | Ralph Bryans     | Honda  | +0'8      | 6   |
| 3   | Jim Redman       | Honda  | +1'1      | 4   |
| 4   | Bert Schneider   | Suzuki | +1"26'9   | 3   |
| 5   | Klaus Enderlein  | MZ     | +1 ronde  | 2   |
| 6   | Dieter Krumpholz | MZ     | +1 ronde  | 1   |

| Coureur       | Merk   | Oorzaak |
| ------------- | ------ | ------- |
| Hugh Anderson | Suzuki |         |

| Coureur             | Merk   | Oorzaak   |
| ------------------- | ------ | --------- |
| Roland Föll (†)     | Honda  | Overleden |
| Ernst Degner        | Suzuki | Blessure  |
| Kunimitsu Takahashi | Honda  | Gestopt   |

| Coureur              | Merk    |
| -------------------- | ------- |
| Frank Perris         | Suzuki  |
| Stanislav Malina     | CZ      |
| Friedhelm Kohlar     | MZ      |
| Heinz Rosner         | MZ      |
| Peter Eser           | Honda   |
| Richard Thomas       | Honda   |
| Walter Scheimann     | Honda   |
| Ramón Torras         | Bultaco |
| Jean-Pierre Beltoise | Bultaco |
| Chris Vincent        | Honda   |
| Gary Dickinson       | Honda   |
| Phil Read            | Yamaha  |
| Rex Avery            | EMC     |
| Akiyasu Motohashi    | Yamaha  |
| Hironori Matsushima  | Yamaha  |
| Isao Morishita       | Suzuki  |
| Mitsuo Itoh          | Suzuki  |
| Teisuke Tanaka       | Suzuki  |
| Yoshimi Katayama     | Suzuki  |
| Bruce Beale          | Honda   |

### Top tien tussenstand 125cc-klasse
| Pos | Coureur              | Merk    | Pnt     |                |
| --- | -------------------- | ------- | ------- | -------------- |
| 1   | Luigi Taveri         | Honda   | 44 (50) | wereldkampioen |
| 2   | Jim Redman           | Honda   | 36      |                |
| 3   | Hugh Anderson        | Suzuki  | 28      |                |
| 4   | Bert Schneider       | Suzuki  | 22 (24) |                |
| 5   | Ralph Bryans         | Honda   | 18      |                |
| 6   | Frank Perris         | Suzuki  | 8       |                |
| 7   | Mitsuo Itoh          | Suzuki  | 6       |                |
| 7   | Phil Read            | Yamaha  | 6       |                |
| 7   | Walter Scheimann     | Honda   | 6       |                |
| 10  | Rex Avery            | EMC     | 4       |                |
| 10  | Jean-Pierre Beltoise | Bultaco | 4       |                |

Punten tussen haakjes zijn inclusief streepresultaten.

## 50cc-klasse
Theoretisch kon Ralph Bryans nog wereldkampioen worden als hij zou winnen, maar hij viel uit. Hugh Anderson, die als WK-leider naar Finland kwam, won ook hier en stelde zijn wereldtitel veilig. Hans Georg Anscheidt werd met de Kreidler tweede voor Luigi Taveri, die als privérijder met een Kreidler reed.
| Pos | Coureur              | Merk     | Tijd    | Pnt |
| --- | -------------------- | -------- | ------- | --- |
| 1   | Hugh Anderson        | Suzuki   | 32"54'8 | 8   |
| 2   | Hans Georg Anscheidt | Kreidler | +0'7    | 6   |
| 3   | Luigi Taveri         | Kreidler | +43'9   | 4   |
| 4   | Isao Morishita       | Suzuki   | +50'5   | 3   |
| 5   | Rudolf Kunz          | Kreidler | +59'2   | 2   |
| 6   | Charlie Mates        | Honda    |         | 1   |

| Coureur      | Merk  | Oorzaak    |
| ------------ | ----- | ---------- |
| Ralph Bryans | Honda | Ontsteking |

| Coureur   | Merk   | Oorzaak |
| --------- | ------ | ------- |
| Lee Allen | Ducati | [ 7 ]   |

| Coureur              | Merk     |
| -------------------- | -------- |
| Albert Beirle        | Kreidler |
| Peter Eser           | Honda    |
| Ángel Nieto          | Derbi    |
| José Maria Busquets  | Derbi    |
| Jean-Pierre Beltoise | Kreidler |
| Tarquinio Provini    | Kreidler |
| Mitsuo Itoh          | Suzuki   |
| Naomi Taniguchi      | Honda    |
| Cees van Dongen      | Kreidler |

### Top tien eindstand 50cc-klasse
| Pos | Coureur              | Merk     | Pnt     |                |
| --- | -------------------- | -------- | ------- | -------------- |
| 1   | Hugh Anderson        | Suzuki   | 38 (42) | wereldkampioen |
| 2   | Ralph Bryans         | Honda    | 30      |                |
| 3   | Hans Georg Anscheidt | Kreidler | 29 (38) |                |
| 4   | Isao Morishita       | Suzuki   | 25 (32) |                |
| 5   | Mitsuo Itoh          | Suzuki   | 19 (21) |                |
| 6   | Jean-Pierre Beltoise | Kreidler | 6       |                |
| 7   | Luigi Taveri         | Kreidler | 5       |                |
| 8   | José Maria Busquets  | Derbi    | 3       |                |
| 9   | Rudolf Kunz          | Kreidler | 3       |                |
| 10  | Ángel Nieto          | Derbi    | 2       |                |
| 10  | Cees van Dongen      | Kreidler | 2       |                |
| 10  | Peter Eser           | Honda    | 2       |                |

Punten tussen haakjes zijn inclusief streepresultaten.
1932 · 1948 · 1949 · 1950 · 1951 · 1952 · 1953 · 1954 · 1955 · 1956 · 1957 · 1958 · 1959 · 1960 · 1961 · 1962 · 1963 · 1964 · 1965 · 1966 · 1967 · 1968 · 1969 · 1970 · 1971 · 1972 · 1973 · 1974 · 1975 · 1976 · 1977 · 1978 · 1979 · 1980 · 1981 · 1982